# Basilia jellisoni
Basilia jellisoni är en tvåvingeart som beskrevs av Oskar Theodor och Peterson 1965. Basilia jellisoni ingår i släktet Basilia och familjen lusflugor.
Artens utbredningsområde är Montana. Inga underarter finns listade i Catalogue of Life.